# Montnegre (Vallespir)
El Montnegre, en alguns mapes Mont Negre, és un cim de la serra que separa les valls del Tec, a la Catalunya del Nord, i l'empordanesa de la Muga, a la del Sud, per bé que la muntanya està situada enterament a la comarca del Vallespir, on fa de termenal entre les comunes de la Menera i Serrallonga.
Està situada a l'extrem sud-oest del terme de Serrallonga i a l'est del de la Menera, molt a prop del termenal amb el terme municipal empordanès d'Albanyà (a l'antic terme, ara extingit, de Bassegoda, pertanyent a la Garrotxa).